# دانشگاه ایالتی لوئیزیانا

تصویر دانشکده حقوق دانشگاه

دانشگاه ایالتی لوئیزیانا (به انگلیسی: Louisiana State University) یک دانشگاه تحقیقاتی دولتی است که در شهر بتن‌روژ پایتخت ایالت لوئیزیانا آمریکا قرار دارد. این دانشگاه در سال ۱۸۶۰ میلادی با عنوان مدرسۀ آموزشی و نظامی ایالتی لوئیزیانا بنانهاده شد.
پردیس اصلی کنونی در سال ۱۹۲۶ وقف شد که شامل بیش از ۲۵۰ ساختمان است و به‌سبک معماری دوره رنسانس ایتالیایی توسط آندرا پالادیو طراحی شده‌است و منطقۀ تاریخی پردیس اصلی، ناحیه‌ای ۶۵۰ هکتاری را در کرانه‌های رود می‌سی‌سی‌پی اشغال کرده‌است.
در سال ۲۰۲۱، این دانشگاه بیش از ۲۸۰۰۰ دانشجوی کارشناسی و بیش از ۴۵۰۰ دانشجوی تحصیلات تکمیلی را در ۱۴ دانشکده ثبت‌نام کرد. این دانشگاه در میان دانشگاه‌های دارای فعالیت تحقیقاتی بسیاربالا (R1) طبقه‌بندی شده‌است.

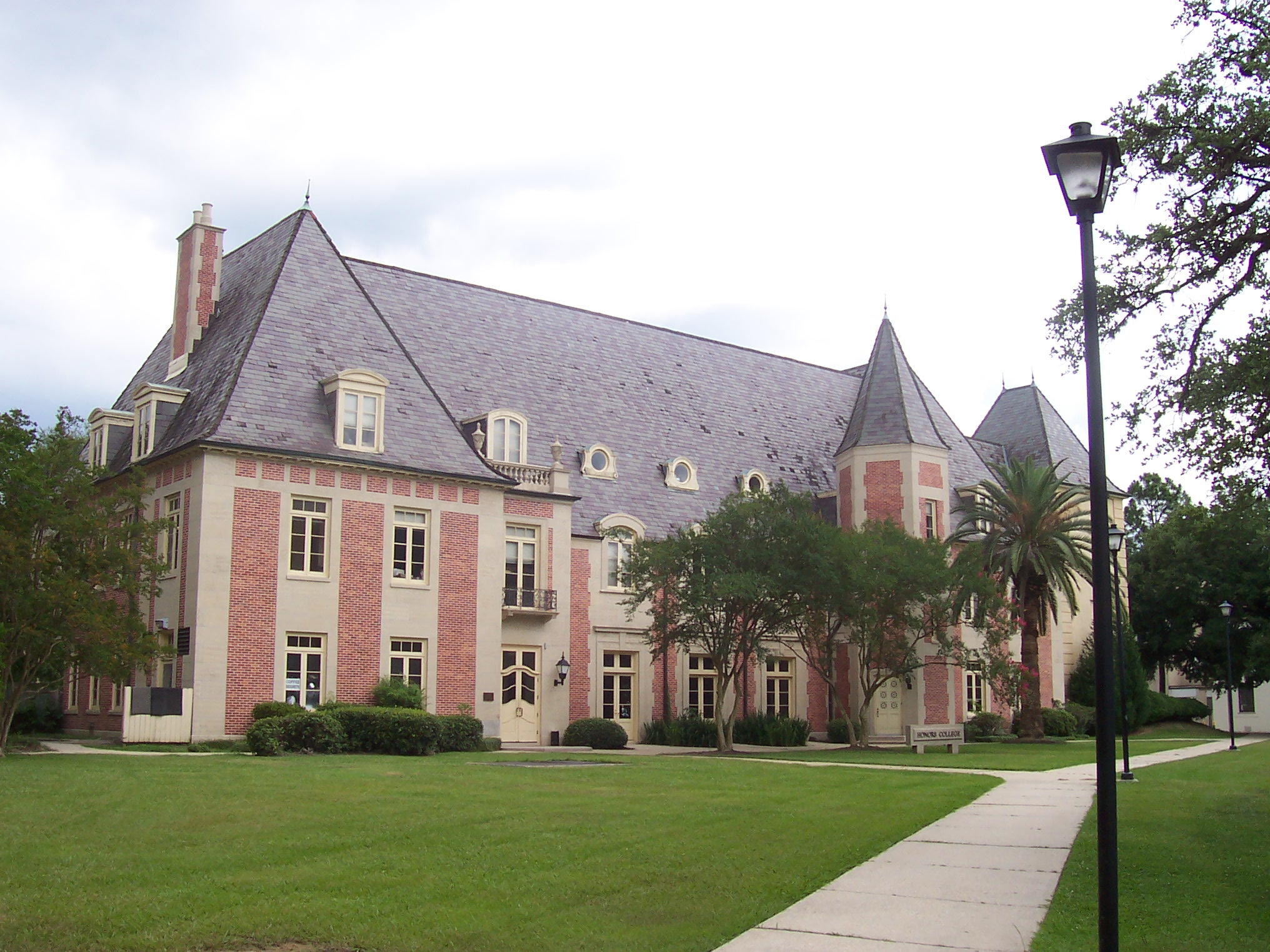
منزل فرانسویان

## دانش‌آموختگان سرشناس

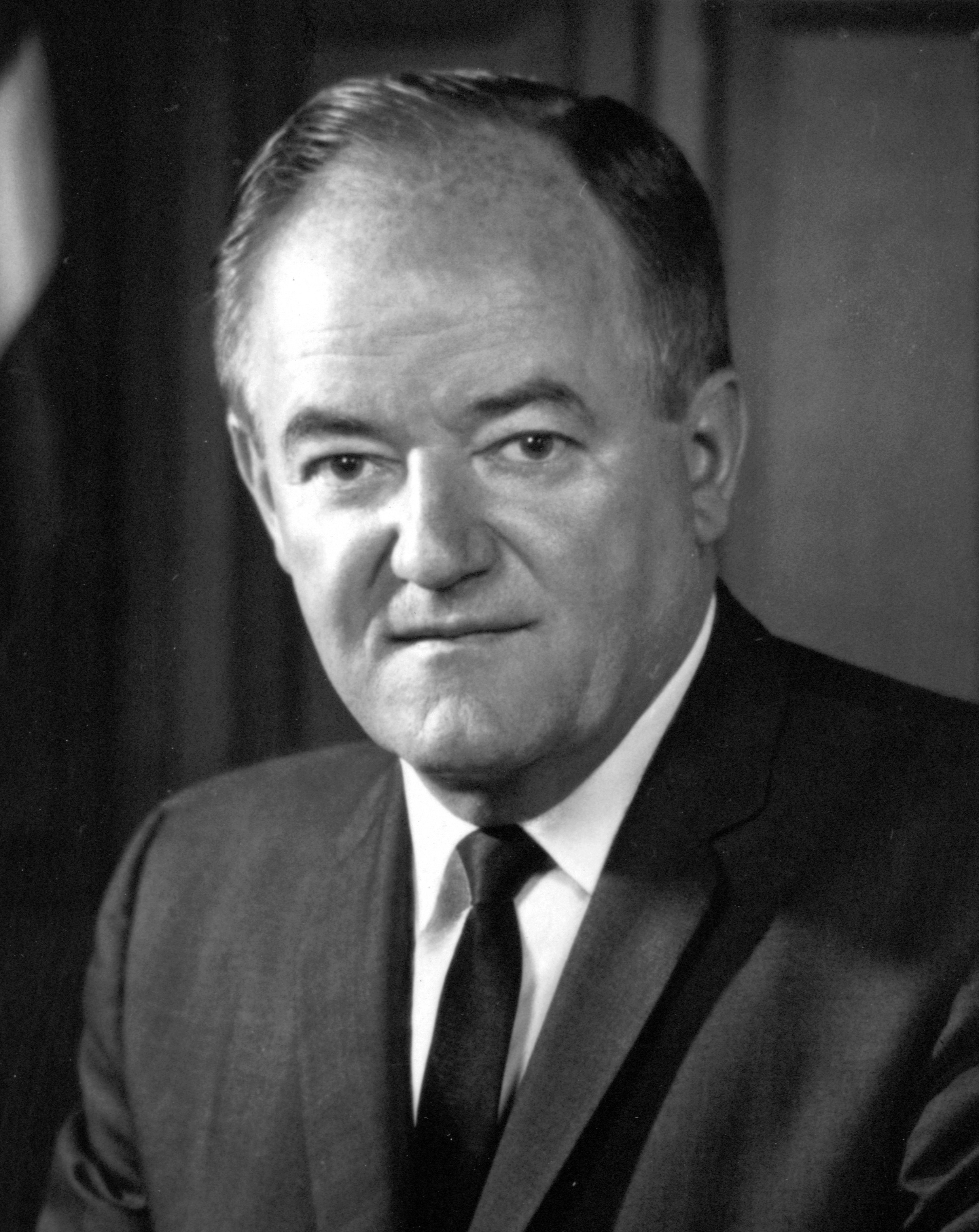
هیوبرت هامفری،  معاونان ریاست جمهوری ایالات متحده آمریکا معاون رئیس‌جمهور ایالات متحده آمریکا و مجلس سنای ایالات متحده آمریکا.
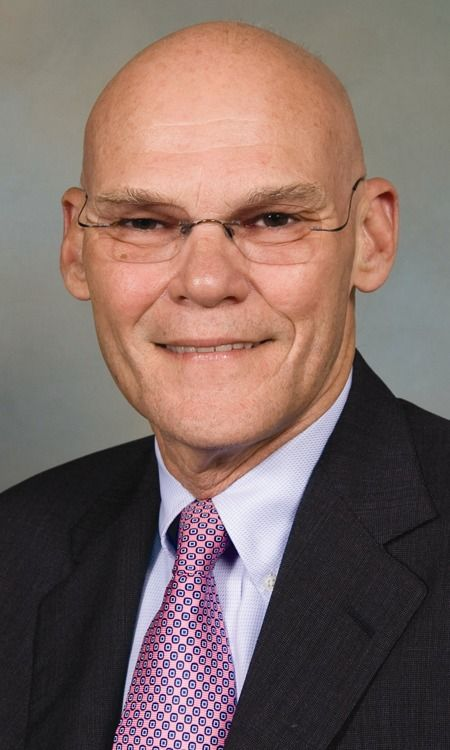
جیمز کارویل،  مشاور پیشین به کمپین ریاست جمهوری بیل کلینتون.
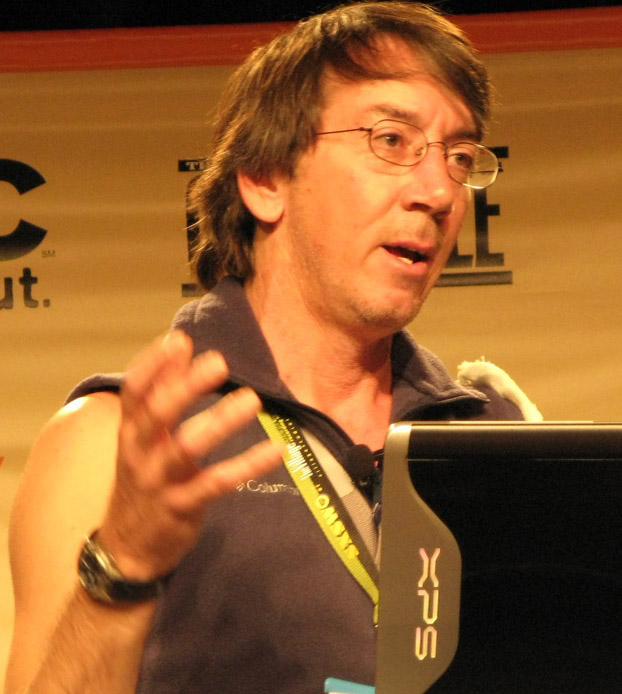
ویل رایت،  طراح بازی ویدئویی و خالق سیمز، بهترین بازی ویدیویی همۀ دوران‌ها.
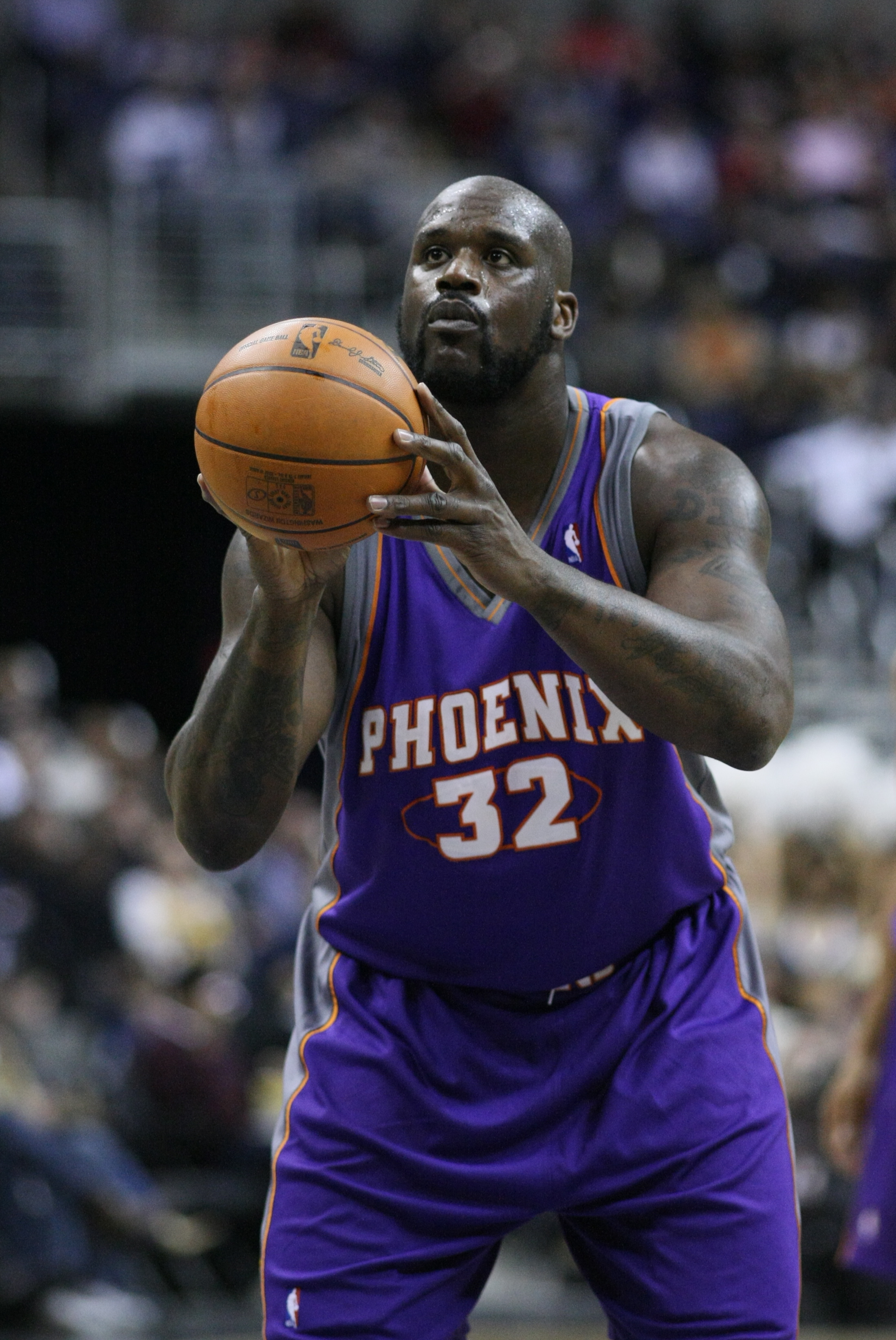
شکیل اونیل، برنده چهار مرتبه ان‌بی‌ای
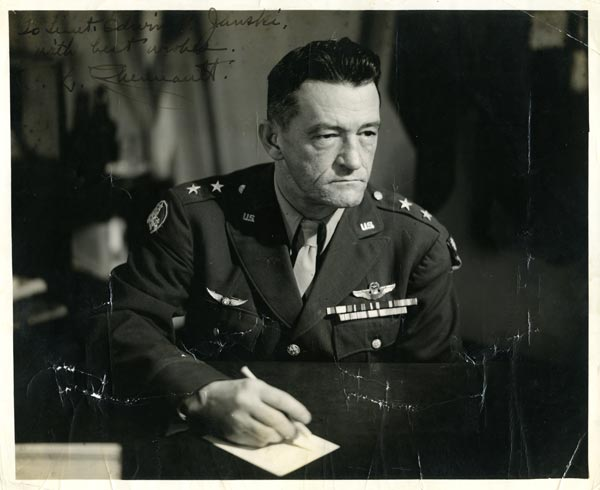
اسپهبد و هوانورد نظامی که در طی جنگ جهانی دوم فرماندهی می‌نمود.